# أولغا غولوديتس
أولغا يوريفنا غولوديتس (بالروسية: Ольга Юрьевна Голодец) هي نائبة رئيس الحكومة الروسية منذ 21 مايو عام 2012.

## حياتها
ولدت في 1 يونيو عام 1962 بموسكو. وتخرجت عام 1984 في كلية الاقتصاد بجامعة موسكو الحكومية. وعملت أعوام 1984 – 1997 في مختبر البحوث العلمية لدى معهد الايدي العاملة في أكاديمية العلوم السوفيتية والروسية، وشاركت في تطبيق مشاريع مشتركة مع جامعات بعض الدول الأجنبية.

وكانت في أعوام 1997 –1999 تتولى إدارة البرامج الاجتماعية في صندوق «ريفورم أوغول». وتولت عام 1999 منصب رئيسة إدارة السياسة الاجتماعية في شركة «نوريلسكي نيكيل». وشغلت عام 2001 منصب نائبة محافظ أقليم تايمير للشؤون الاجتماعية.
وفي 2 ديسمبر عام 2010 تم تعيينها نائبة لرئيس بلدية موسكو لشؤون التعليم والصحة. وفي 30 ديسمبر عام 2011 تولت منصب نائبة رئيس بلدية موسكو لشؤون التنمية الاجتماعية.
في 21 مايو عام 2012 تم تعيينها نائبة لرئيس الوزراء الروسي في حكومة دميتري مدفيديف.
أولغا غولوديتس تحمل شهادة الدكتوراه في العلوم الاقتصادية. هي مؤلفة أكثر من ثلاثين عملا علميا، وتشارك في المشارع الروسية والدولية في مجال إدارة الموارد البشرية وكانت تدرج أكثر من مرة في قائمة التصنيف الخاصة بأفضل مدراء روسيا.

## التعليم
- في عام 1984 تخرجت من كلية الاقتصاد من جامعة موسكو الحكومية وحصلت على الدكتوراه للعلوم الاقتصادية.

## التوظيف
- في 1984-1997 سنوات - عملت في مختبر أبحاث المركزية للمعهد بحوث الموارد العمالية العمل، ومعهد العلوم التوظيف.
- في 1997-1999 - مدير برامج الصندوق الاجتماعي "Reformugol" [1] .
- في السنوات 1999-2008 - رئيس السياسة الاجتماعية وشؤون الموظفين، نائب المدير العام لشؤون الأفراد والسياسة الاجتماعية من المساهمة المفتوحة "MMC" نوريلسك نيكل "."
- في عام 2001 - نائب محافظ وتايمير (Dolgan-نينيتس) منطقة ذاتية الحكم في القضايا الاجتماعية.
- في عام 2009 Golodets المذكورة في وسائل الإعلام بوصفها عضوا في مجلس الاتحاد الروسي للصناعيين ورجال الأعمال - جنبا إلى جنب مع رأسه طويلا ل«نوريلسك نيكل» ميخائيل بروخوروف، الذي جاء في نفس العام، ومكتب مجلس RSPP.
- في عام 2010 ذكرت وسائل الاعلام Golodets نائبا بروخوروف رئيسا للجنة سوق العمل واستراتيجيات الموارد البشرية RSPP .

في الفترة 2008-2010 - رئيس الجمعية الروسية لللاصحاب العمل - المنتجين من النيكل والمعادن الثمينة، رئيس مجلس إدارة شركة التأمين «الموافقة».